# Nahman Sirkin
Pour les articles homonymes, voir Syrkin.
Nahman Sirkin (נחמן סירקין), né le 23 février 1868 à Moguilev et mort le 6 septembre 1924 à New York, est un penseur et journaliste juif, leader du courant sioniste-socialiste. 

## Biographie
Il fait des études de psychologie et de sociologie à Berlin.  
Il adhère parallèlement aux idées du mouvement des Amants de Sion et à celles de la révolution russe. Sirkin compte parmi les fondateurs de l'organisation des étudiants sionistes à Berlin, et participe au premier Congrès sioniste à Bâle. Lors du septième congrès sioniste, durant la crise du projet Ouganda, il défend le parti du sionisme territorialiste. 
Il dirige également le parti Poale Zion aux États-Unis.
En 1898, il publie La question juive et l'État juif socialiste en russe. Pour Sirkin, l'antisémitisme provient du fait que les juifs sont une minorité dans les différents pays où ils vivent. D'après lui, aucune solution ne viendra de la révolution socialiste. En effet, en Russie, il aura pu constater que les juifs ouvriers étaient détestés par les classes ouvrières et qu'ils l'étaient également par les capitalistes lorsqu'ils occupaient des métiers dans le commerce ! Pour lui, la renaissance juive ne devra aboutir que par la création d'un État juif et juste.
Dans les futurs congrès sionistes, il s'attaquera aux notables bourgeois, à la politique de Herzl et dirigera en Russie le courant sioniste socialiste et émigrera en 1907 en Amérique.
Nahman Sirkin meurt à New York en 1924. Son corps est transféré, en 1951, sur les bords du Lac de Tibériade. Le moshav Kfar-Sirkin rappelle son souvenir.

## Publications
- Essays on socialist Zionism, New York, Young Poale Zion Alliance of America, 1935, 64 p.

inclut : The Jewish Question and the Jewish Socialist State, 1898
National independence and international unity, 1917.